# Vierpunktspringspinne
Die Vierpunktspringspinne (Attulus pubescens) ist eine Art aus der Familie der Springspinnen (Salticidae).

## Beschreibung
Die Vierpunktspringspinne ist 4 bis 5 mm groß. Wie auch die übrigen Arten der Gattung Attulus s. l. besitzt sie einen gedrungenen Körper mit herzförmigem Hinterleib und orange umrandete Augen. Erkennungsmerkmale der Art finden sich in der Zeichnung, die bei Männchen und Weibchen weitgehend gleich ist, wenn auch die Männchen etwas dunkler gefärbt sind. Die Oberseite des dunkelbraunen bis schwarzen Vorderkörpers ist mit weißen Härchen besetzt. Vor den hinteren Augen bilden diese ein helles Dreieck. Auf dem ebenfalls dunklen Hinterleib bilden die Härchen einige Paare symmetrisch angeordneter heller Flecken, die zu dem deutschen Namen der Art geführt haben.

## Lebensweise
Die Vierpunktspringspinne ist oft in der Nähe von menschlichen Behausungen zu finden, an Mauern, Zäunen und Holzpfählen, und gelegentlich auch im Innern von Häusern.
Im Freiland bevorzugt sie Wärmegebiete und hält sich dort meist an Baumstämmen, Felsen und in Steinbrüchen auf.

## Verbreitung
Die Art ist in ganz Europa bis in den Süden Skandinaviens und England verbreitet. In den bevorzugten Lebensräumen ist sie durchaus häufig.

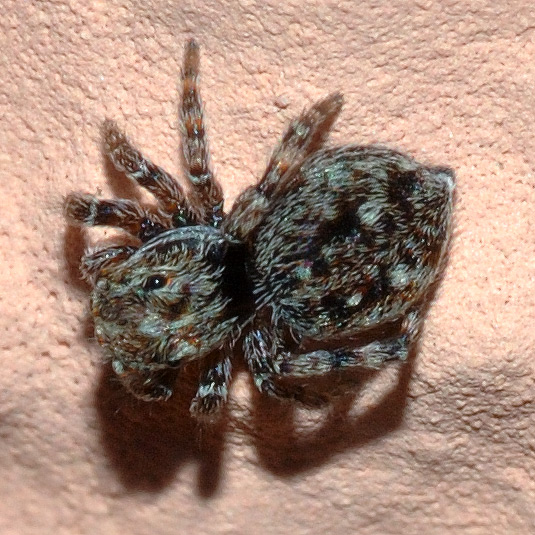
Weibchen von oben
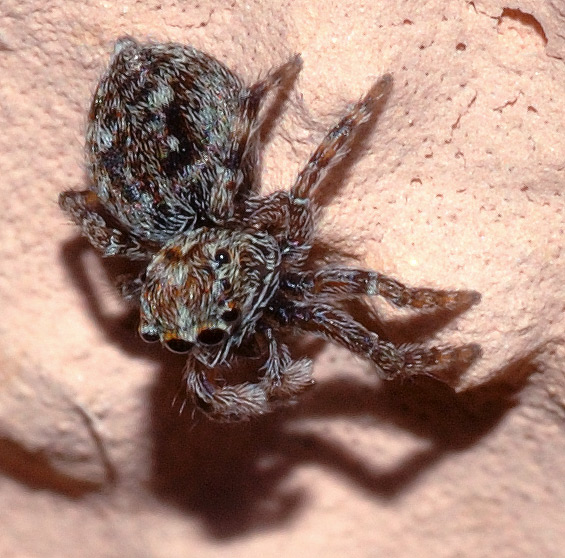
Weibchen von der Seite
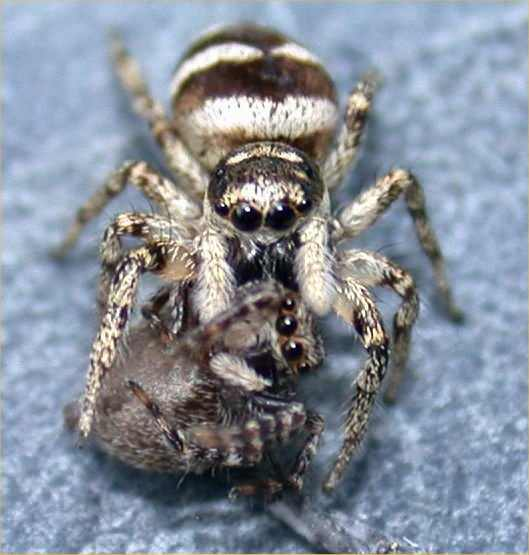
Vierpunktspringspinne wird von Mauer-Zebraspringspinne erbeutet